# Margarete Woltner
Margarete Woltner (* 4. Dezember 1897 in Riga; † 22. September 1985 in Bonn) war eine deutsche Slawistin.

## Leben
Woltner stammte aus einer deutsch-baltischen Mitauer Kaufmannsfamilie. Sie ging 1916 zum Studium nach Petrograd, kehrte aber nach der Revolution nach Riga zurück. Von 1919 bis 1923 studierte sie an den Universitäten Jena und Leipzig Geschichte und Slawistik. 1923 promovierte sie in Leipzig in Slawistik über das Igorlied. Von 1925 bis 1939 war sie Assistentin Max Vasmers am Slawischen Institut der Universität Berlin. 
Hier habilitierte sie sich 1937 und wurde 1939 zur Dozentin ernannt. 1946 wurde sie Professorin mit einem Lehrauftrag, 1947 Professorin mit einem vollen Lehrauftrag und 1950 schließlich ordentliche Professorin für Slawistik an der Humboldt-Universität. Diese Stelle kündigte sie noch im gleichen Jahr, weil sie die politische Entwicklung in der DDR ablehnte, und zog zu ihrer Schwester nach Frankfurt/Main. Ab 1951 war sie Lehrbeauftragte an der Universität Mainz, von 1953 bis zu ihrer Emeritierung 1965 schließlich Professorin für Slawistik an der Universität Bonn.
Ab 1952 war sie neben Vasmer Mitherausgeberin der Zeitschrift für slavische Philologie, von Vasmers Tod bis 1968 dann alleinige Herausgeberin.

## Werke
- M. Woltner, Bearbeiterin: Die Gemeindeberichte von 1848 der deutschen Siedlungen. Reihe: Sammlung Georg Leibbrandt, 4, Quellen und Erforschung des Deutschtums in Osteuropa. S. Hirzel, Leipzig 1941[1]

## Notizen
1. ↑  Diese Reihe diente im Sinn ihres Namensgebers dazu, fortwährende deutsche Gebietsansprüche auf Gebiete der Sowjetunion zu erheben. Buchtext auch online

| Personendaten    | Personendaten      |
| ---------------- | ------------------ |
| NAME             | Woltner, Margarete |
| KURZBESCHREIBUNG | deutsche Slawistin |
| GEBURTSDATUM     | 4. Dezember 1897   |
| GEBURTSORT       | Riga               |
| STERBEDATUM      | 22. September 1985 |
| STERBEORT        | Bonn               |